# Mpelembe
Mpelembe, auch Mpongwe, ist eine Stadt mit 25.388 Einwohnern (2022) in der Provinz Copperbelt in Sambia. Sie liegt an der Straße über Masaiti 70 Kilometer südlich von Luanshya und 90 Kilometer von Ndola auf etwa 1220 Meter über dem Meeresspiegel. Sie ist Sitz der Verwaltung des Distrikts Mpongwe.

## Infrastruktur
Es gibt eine ungeteerte, 1000 Meter lange Flugpiste, die Kafue-Lodge, Grund- und Sekundarschulen sowie Krankenhäuser.